# 韓子高
韓 子高（かん しこう、538年 - 567年）は、南朝陳の文帝陳蒨の武将。もとの名は蛮子。本貫は会稽郡山陰県。

## 経歴
韓延慶の子として生まれた。侯景の乱が起こったとき、蛮子は建康に寓居していた。侯景の乱が平定され、陳蒨が呉興郡太守として出向したとき、16歳の蛮子は総角で容貌が美しく、姿は婦人のようであったことから、陳蒨の目にとまった。陳蒨に仕官を求められて受諾し、蛮子の名を子高と改めた。子高は陳蒨の側近で護衛と燗酒を届ける役をつとめ、性急な陳蒨に意を合わせることができた。成長すると、騎射を学んで決断力があり、将帥となる志望を抱いた。陳蒨が杜龕の乱を討つと、子高は兵士として従軍した。陳蒨は子高を寵愛して、そばから離さなかった。
陳蒨が張彪を討ち、沈泰らが降伏すると、陳蒨は東揚州の州城を占拠して、周文育を州城の北郭の香巌寺に駐屯させた。張彪が夜間に剡県から帰って州城の奪還をはかると、陳蒨は北門から出て戦った。夜間の混戦のさなか、周文育は陳蒨の所在を見失い、ただ子高のみが陳蒨のそばにあった。陳蒨は子高を派遣して周文育を探させ、子高が周文育を見つけて連絡すると、陳蒨を周文育の陣営に導きいれて、防備を立て直した。翌日、陳蒨は張彪と戦い、張彪の部将の申縉を降した。張彪が松山に逃れたため、浙東地方は平定された。陳蒨は麾下の兵の多くを子高に配属させ、子高も散財して士を礼遇したため、子高の率いる軍勢は多数にのぼった。
永定3年（559年）、陳蒨（文帝）が即位すると、子高は右軍将軍の号を受けた。天嘉元年（560年）、文招県子に封じられた。王琳が柵口まで進軍してくると、子高は建康城内で宿衛をつとめた。天嘉2年（561年）、員外散騎常侍・壮武将軍・成州刺史に転じた。侯安都の下で留異を討ち、桃枝嶺の岩山の下に駐屯した。留異の乱が平定されると、子高は仮節・貞毅将軍・東陽郡太守に任じられた。天嘉5年（564年）、章昭達らが臨川郡を出て晋安郡を攻撃すると、子高は安泉嶺から建安郡に入った。晋安郡が平定されると、功績により通直散騎常侍の位を受け、爵位は伯に進んだ。天嘉6年（565年）、召還されて右衛将軍となり、領軍府に駐屯した。文帝が病の床につくと、子高はそばについて薬の世話をした。天康元年（566年）、文帝が崩御し、廃帝が即位すると、子高は散騎常侍の位を受け、新安寺に移駐した。
安成王陳頊が宮中に入って廃帝を補佐すると、子高は自らの兵権が過重なことに不安を抱き、宮中を訪れて衡州や広州の諸鎮への出向を求めた。光大元年（567年）8月、前上虞県令の陸昉と子高の軍主が子高の反乱計画を告発した。このとき陳頊は尚書省にあり、文武の諸官を召し出して皇太子を立てる議論をすることになっていた。子高はこれに参加するために朝方に入省したところ、逮捕されて廷尉に送られた。その日の夕方、子高は到仲挙とともに死を賜った。享年は30。
父の韓延慶とその子弟には罪科は及ばず許された。

## 伝記資料
- 『陳書』巻20 列伝第14
- 『南史』巻68 列伝第58